# Marciano Saldías
Marciano Saldías Barba (né le 25 avril 1966 à Santa Cruz de la Sierra en Bolivie) est un joueur de football international bolivien, qui évolue au poste de défenseur.

## Biographie

### Carrière en sélection
Avec l'équipe de Bolivie, il dispute 18 matchs (pour aucun but inscrit) entre 1984 et 1993. Il figure notamment dans le groupe des sélectionnés lors des Copa América de 1987, de 1989 et de 1991.

## Palmarès
| Club Bolívar - Championnat de Bolivie (1) : - Champion : 1990. |  | Cerro Porteño - Championnat du Paraguay (1) : - Champion : 1992. |